# Elecciones presidenciales de Rusia de 2000
Las elecciones presidenciales de Rusia de 2000 se realizaron el domingo 26 de marzo de 2000. El primer ministro y Presidente interino Vladímir Putin, que había sucedido al presidente saliente, Borís Yeltsin, tras su dimisión el 31 de diciembre de 1999, fue elegido por mayoría absoluta en primera vuelta con casi el 53% de los votos para un mandato completo.

## Antecedentes
En la primavera de 1998, el presidente Borís Yeltsin despidió al Presidente del Gobierno Viktor Chernomyrdin, que gobernaba desde 1992, reemplazándolo por Sergey Kiriyenko. Pocos meses después, a raíz de la crisis económica de agosto de 1998, en la que el gobierno dejó de pagar su deuda y devaluó el rublo al mismo tiempo, Kiriyenko debió entregar el cargo a Yevgueni Primakov. Sin que pasara un año, en mayo de 1999, Primakov fue sustituido por Sergei Stepashin. Luego, en agosto, Vladímir Putin fue nombrado Presidente del Gobierno, el quinto en el lapso de dos años. Inicialmente, la situación de Putin se veía como inestable y no se creía que durara mucho en el cargo, siendo esencialmente desconocido e impopular debido a sus vínculos con el gobierno y a la mala gestión de Yeltsin. A finales del verano y principios de otoño de 1999, una ola de atentados en toda Rusia mató a cientos de personas, dejando también miles de heridos. Los atentados, atribuidos a los chechenos, dieron a Putin la oportunidad de posicionarse como un líder fuerte y agresivo, capaz de hacer frente a la amenaza de Chechenia. 
La popularidad de Yeltsin había caído en picada por los escándalos de corrupción durante su mandato. En mayo de 1999 se enfrentó a un intento de impeachment por parte de la Duma Estatal del que se salvó por muy poco. Para mediados de ese año, las encuestas en las elecciones presidenciales venideras, destinadas a celebrarse en junio de 2000, situaban a Yevgueni Primakov y Yuri Luzhkov como principales candidatos a la presidencia. Ambos eran críticos de Yeltsin, y se creía ampliamente que procesarían al mandatario y a su "familia" por corrupción en caso de llegar al poder. Primakov sugirió que "vaciaría varias cárceles para encerrar a diversos delincuentes económicos".
El 19 de diciembre, tuvieron lugar en Rusia elecciones legislativas, en las que el Partido Comunista de la Federación Rusa triunfó por un estrecho margen de voto popular. Una coalición entre el partido de Putin, Unidad, la Unión de Fuerzas de Derecha y Yábloko se hizo cargo del gobierno, dando al mandato de Yeltsin mayoría parlamentaria que le podría permitir continuar su mandato. Sin embargo, ante la presión popular y con la excusa de "entregar a Rusia un nuevo milenio con nuevas caras políticas", el 25 de diciembre Yeltsin presentó su dimisión, cuando aún le quedaban seis meses de mandato constitucional. La renuncia de Yeltsin se hizo efectiva el 31 de diciembre y Putin, en calidad de Presidente del Gobierno, fue designado jefe de Estado en funciones hasta marzo. Las elecciones presidenciales serían entonces adelantadas tres meses. Para entonces, la popularidad del Presidente del Gobierno había llegado al 79% y un 42% afirmaba que votaría por él en las elecciones presidenciales. El adelanto de las elecciones reducía la posibilidad de que los votantes se pusieran en contra del conflicto checheno.

## Campaña

### Nuevas leyes electorales
En diciembre de 1999, se requería que un candidato reuniera un millón de firmas para que su nominación fuese aceptada. Una mayoría absoluta en primera vuelta bastaba para ganar, y en caso de que eso no se lograse, se realizaría una segunda vuelta entre los dos candidatos más votados. La nueva ley también creaba disposiciones más estrictas en cuanto a la financiación de las campañas. Se cree que las nuevas leyes, en conjunto con el adelantamiento de la elección, daban ventaja a Putin, que contaba con financiamiento estatal, principalmente en los medios televisivos.

### Plataformas de campaña
Los dos candidatos opositores a Putin con más probabilidades de obtener votos eran Gennadi Ziuganov, del Partido Comunista de la Federación Rusa (uno de los partidos más grandes del país), y Grigori Yavlinski, del partido Yábloko. Ziuganov hizo campaña en favor a un aumento de las nacionalizaciones, afirmando que todas las empresas ilegalmente privatizadas durante el mandato de Yeltsin serían devueltas al estado. También afirmó que aumentaría el gasto de defensa y trataría de impedir la expansión de los Estados Unidos y la OTAN. Yavlinski, por su parte, defendió la economía de mercado, pero abogó por un control medio del estado sobre la economía. Afirmó que quería lograr una mayor supervisión de los fondos públicos, el freno del mercado negro y una reforma del sistema tributario que coincidiera con un aumento en los servicios públicos, además de aumentar las funciones de la Duma y reducir los amplios poderes ejecutivos del Presidente. Era el candidato más prooccidental, pero solo hasta cierto punto: había sido crítico de la guerra en Chechenia, pero se mantuvo escéptico con respecto a la OTAN llegando a estar a favor del ingreso de Rusia a la organización.

### Medios de comunicación
Durante el período previo a las elecciones, Putin prácticamente no hizo campañas proselitistas públicas, no dio discursos ni organizó concentraciones masivas, y se negó a participar en un debate con sus rivales. La extensión de la campaña de Putin fue una entrevista biográfica transmitida por la televisión estatal, y una serie de entrevistas con periodistas, pagadas por Boris Berezovsky, creador del Partido Unidad. La plataforma de Putin quedó mejor reflejada por una "Carta abierta a los votantes rusos" que corrió en la prensa nacional el 25 de febrero de 2000. Debido a su rechazo a participar en los debates, los rivales de Putin no tenían con qué desafiar su programa político, considerado sumamente vago, desconocido. El número de candidatos explica esto como una negativa a aclarar su posición sobre diversos temas controversiales.
Contrario a su falta de campaña, Putin fue masivamente apoyado por los medios de comunicación estatales, principalmente destacando sus logros como Presidente del Gobierno en el conflicto checheno y criticando los errores del mandato de Yeltsin, lo que aumentó su popularidad. El Partido Unidad también recibió más apoyos políticos durante la campaña presidencial. Los canales de televisión también criticaron fuertemente a los opositores creíbles a Putin. Se cree que durante el período de campaña, el presidente en funciones recibió más de un tercio de la cobertura mediática que recibieron los otros candidatos, tanto como Ziuganov (12%), Yavlinsky (11%) y Zhirinovsky (11%) en conjunto. Incluso los grandes periódicos de la oposición dieron cobertura a Putin.
Poco después de su victoria electoral, Putin anunció que tendría una política muy estricta para con la prensa, alegando que si bien creía en la libertad de expresión, no debía permitirse que los medios de comunicación del país se convirtieran en "medios de desinformación y herramientas de la lucha contra el estado de masas". Alentó a los medios estatales rusos a controlar el mercado mediático y proveer a los ciudadanos con "información objetiva" en todo momento. Durante la campaña, afirmó que su gobierno sería una "dictadura de la Ley" y que el estado sería "uno de los más fuertes" del mundo.

## Controversias
La decisión del gobierno de realizar las elecciones también en Chechenia fue percibida como polémica por muchos observadores debido a las campañas militares recientes en la zona y a las preocupaciones por la seguridad de los votantes. Las elecciones legislativas se habían suspendido en Chechenia por esas razones.
La misión de observadores de la Asamblea Parlamentaria del Consejo de Europa (PACE), afirmó que "el control estatal sobre los medios de comunicación fueron el principal punto por lo cual esta elección y su campaña deben considerarse injustas" y que "los medios de comunicación independientes han sido objeto de una creciente presión y los medios de comunicación en general, ya sean propiedad del Estado o privada, fallaron en gran medida en su deber de proporcionar información imparcial sobre la campaña electoral y los candidatos".
La delegación de PACE también informó de que los medios de comunicación eran cada vez más y más dominados por los propietarios con influencia política. El canal de televisión ORT lanzó una campaña difamatoria contra la imagen de Yavlinsky cuando su popularidad comenzó a subir bruscamente, y las emisoras en general ignoraron a casi todos los candidatos que no cumplían con los intereses de sus propietarios. Una de las principales emisoras independientes, NTV, fue objeto de una creciente presión financiera y administrativa durante la campaña electoral. También se detectaron muchas irregularidades en el proceso electoral que podrían, según la misión de observadores, denotar un posible fraude electoral en favor de Putin.

## Resultados
|  | 52.94 % |

|  | 29.21 % |

|  | 5.80 % |

|  | 3.84 % |

|  | 2.70 % |

|  | 1.47 % |

|  | 1.01 % |

|  | 0.44 % |

|  | 0.43 % |

|  | 0.13 % |

|  | 0.10 % |

|  | 1.88 % |

|  | 99.09 % |

|  | 0.91 % |

|  | 100.0 % |

|  | 68.6 % |